# Eberhard Korndörfer
Eberhard Korndörfer (* 14. Dezember 1926 in Oelsnitz/Vogtl.; † 1. Mai 2020) war ein Generalmajor der Nationalen Volksarmee (NVA) der Deutschen Demokratischen Republik (DDR). Er war Kommandeur der Sektion Militärisches Transport- und Nachrichtenwesen an der Hochschule für Verkehrswesen (HfV) in Dresden.

## Leben
Korndörfer war Sohn eines selbstständigen Schneidermeisters. Er wurde 1944 nach dem Abschluss der Höheren Handelsschule zum Reichsarbeitsdienst (RAD) und danach zur Wehrmacht eingezogen. April 1945 geriet er als in anglo-amerikanische Kriegsgefangenschaft.
Nach Entlassung aus der Gefangenschaft absolvierte er von 1945 bis 1949 eine Lehre bei der Deutschen Reichsbahn (DR) und arbeitete danach als Zugüberwacher und Fahrdienstleiter. Von 1949 bis 1951 war er Sachbearbeiter in der Abteilung Güterverkehr der DR in Aue, von 1951 bis 1952 Instrukteur und Referent beim Generaldirektor der Deutschen Reichsbahn in Berlin. 1952 wurde er Mitglied der Sozialistischen Einheitspartei Deutschlands (SED).
Am 1. März 1953 trat Korndörfer als Offizier in die Kasernierte Volkspolizei (KVP) ein. Von 1953 bis 1955 war er Leiter der Unterabteilung Operation der Transportabteilung Dresden der KVP, von 1955 bis 1956 Oberoffizier für Ausbildung und operative Verwaltung der KVP-Verwaltung Transportwesen in Berlin. Nach der Gründung der Nationalen Volksarmee 1956 fungierte er bis 1959 in gleicher Funktion in der Verwaltung Transportwesen beim Ministerium für Nationale Verteidigung (MfNV). Anschließend war er Abteilungsleiter und von 1964 bis 1971 Stellvertreter des Chefs der Verwaltung Militärtransportwesen im Ministerium für Nationale Verteidigung der DDR. Während dieser Zeit wurde er zum Oberst befördert.
Am 1. September 1971 wurde er zum Kommandeur der neuen Sektion „Militärisches Transport- und Nachrichtenwesen“ an der Hochschule für Verkehrswesen „Friedrich List“ in Dresden ernannt. Die Ernennung erfolgte im Auftrag des Verteidigungsministers durch seinen Stellvertreter Generalleutnant Werner Fleißner. Anlässlich des 35. Jahrestages der DDR am 7. Oktober 1984 wurde er durch Erich Honecker zum Generalmajor ernannt. Am 31. August 1989 wurde Korndörfer aus dem aktiven Dienst der NVA entlassen.

## Auszeichnungen
- Vaterländischer Verdienstorden in Silber
- Kampforden „Für Verdienste um Volk und Vaterland“ in Gold